# Frédéric Cassel
Pour les articles homonymes, voir Cassel.
Frédéric Cassel, né le 25 mai 1967 à Abbeville, est un pâtissier français initié à la pâtisserie haut de gamme par Pierre Hermé, à la tête de plusieurs pâtisseries, situées à Fontainebleau (France) qui ouvre en 1994, Casablanca (Maroc) qui ouvre en 2010, Tokyo et Kyoto (Japon) qui ouvrent en 2008, Berlin (Allemagne) et récemment à Tunis en septembre 2017 dans le quartier des berges du lac II.  Il est également pâtissier de l’année en 1999 et en 2007, prix Talents du goût en 2008, et prix du Meilleur Millefeuille Île de France, président de Relais Desserts depuis 2003 et président de l’équipe de France Championne du Monde de la Pâtisserie 2013.

## Publications
- Saint-Honoré et ses invités : 30 recettes & échanges d’artisans entre partage, savoir-faire et générosité, éd. de la Martinière, 2024, 240 p. (ISBN 9791040118275)

## Galerie

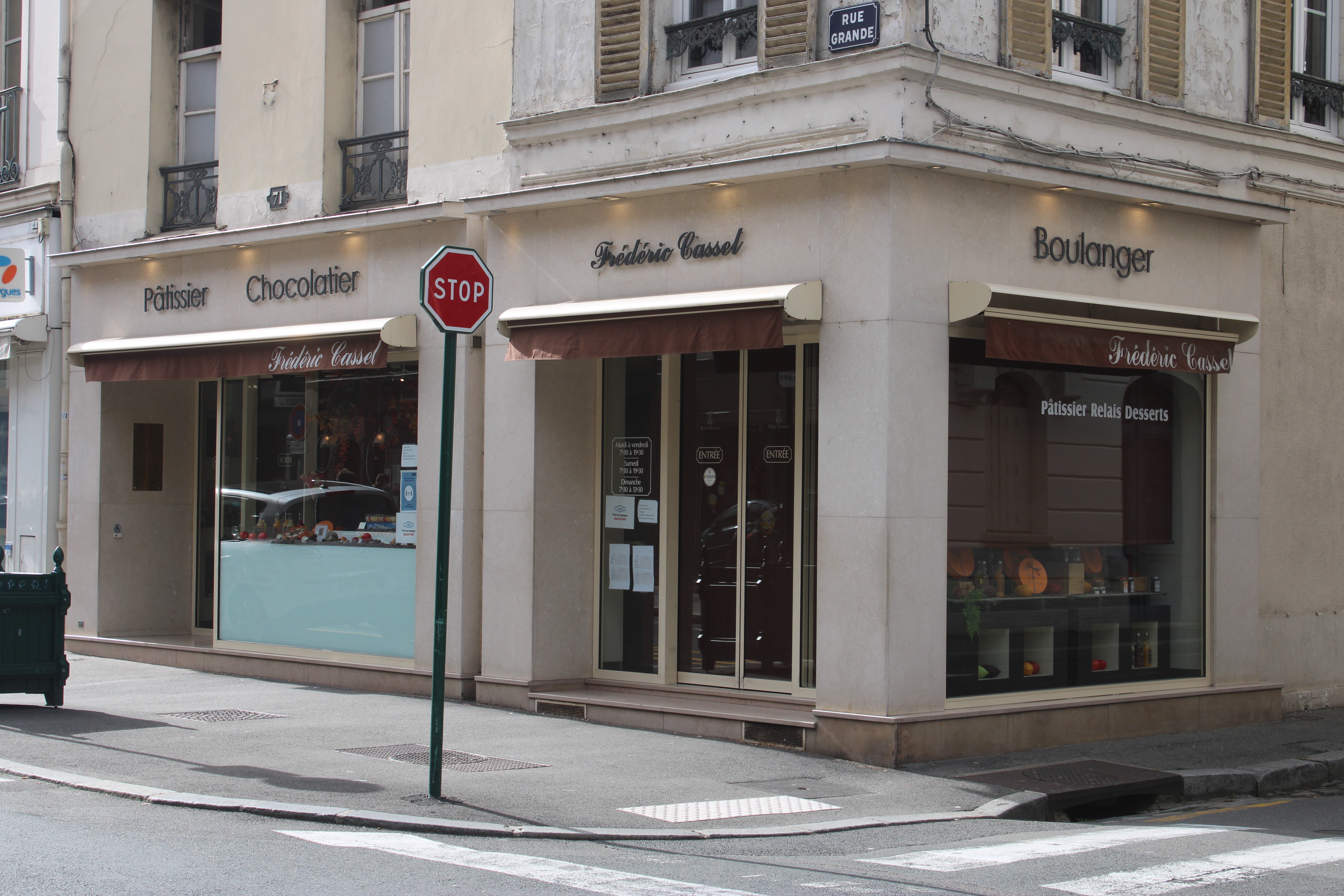
Boutique dans la rue Grande, à Fontainebleau
Logotype de la pâtisserie à Fontainebleau